# Ricardo Zamora de Grassa
Ricardo Zamora de Grassa (Madrid, 6 agosto 1933 – Madrid, 31 gennaio 2003) è stato un calciatore spagnolo, di ruolo portiere.

## Biografia
È figlio della stella mondiale del calcio Ricardo Zamora, vincitore del premio di miglior portiere nel mondiale 1934.

## Caratteristiche tecniche
Dotato di qualità fisiche e tecniche invidiabili era invece calante sui calci di rigore:
Su nove rigori in tutta la sua carriera è riuscito a pararne soltanto uno.

## Carriera
Figlio del portiere Ricardo Zamora, che fu conosciuto come "il Divino" e fu uno dei primi grandi idoli del calcio spagnolo. Ricardo Zamora de Grassa, conosciuto come "Zamora II", ereditò le qualità fisiche e tecniche del padre. Ha debuttato all'età di 18 anni con l'Unión Deportiva Salamanca in Seconda Divisione, aveva firmato il suo primo contratto come calciatore approfittando del suo soggiorno nella città spagnola dove si era trasferito per completare i suoi studi di scuola superiore. Il 7 ottobre 1951 giocò la sua prima partita, contro il Córdoba, in una partita in cui i salmantini hanno vinto 6-0 e Zamora ha mantenuto la sua porta inviolata con una prestazione stellare.
Presto suscitò l'interesse di grandi club, e nell'estate del 1952 si trasferì nella capitale per firmare con l'Atletico Madrid di Helenio Herrera. Non ha avuto un'eccessiva fortuna nel club colchonero, poiché durante le tre stagioni in cui è rimasto lì ha giocato solo 6 partite in cui ha subito 21 gol, rimanendo quasi sempre come sostituto di Montes Menéndez e Riquelme. Nel 1955 ha firmato per l'Espanyol, ma poiché la squadra era allenata da suo padre fu ceduto in prestito al Malaga per evitare discussioni causa il conflitto d’interessi. Nella squadra di La Rosaleda ha completato 19 partite, subendo 26 gol. Finito il prestito, ha cambiato di nuovo aria ed è emigrato in Catalogna, dove ha difeso la porta del Sabadell per due stagioni, anche qui in prestito dall’Espanyol. Alla fine della seconda stagione è tornato all'Espanyol, allora allenato da Marcel Domingo. Non è stato fortunato in quella tappa, poiché la porta era coperta da José Vicente Train e Zamora ha partecipato solo a 7 partite in cui ha subito 8 gol.
Nel 1960, Zamora firmò con il Mallorca In seconda divisione, accettando un progetto ambizioso il cui obiettivo era quello di tentare la promozione in Primera. Nella sua prima stagione, ha giocato 27 partite di campionato, in cui ha concesso solo 18 gol, aiutando la squadra delle Baleari a raggiungere la tanto attesa promozione. È rimasto sulle isole altre due stagioni, in cui ha giocato 52 partite e ha subito 70 gol. Fu nell'estate del 1962 che il Valencia gli propose di unirsi alla squadra, che accettò senza pensarci due volte. Aveva 28 anni ed è arrivato proprio in tempo per difendere la porta nella finale della Coppa delle Fiere contro il Barcellona, in cui il Valencia ne è uscito vincitore. Nonostante questo, i suoi inizi in campionato sono stati incerti, poiché ha subito cinque gol contro l'Atletico Madrid nella prima giornata, suscitando tutti i tipi di dubbi e commenti sulla stampa.
Nonostante l'incertezza iniziale, Ricardo Zamora ha difeso la porta del Valencia per quattro stagioni complete con una professionalità impeccabile e prestazioni straordinarie. Durante la sua prima stagione è stato visto zoppicare e si è saputo poi che aveva giocato anche da infortunato. Ha ottenuto 147 presenze ufficiali in cui ha subito 166 gol. Nella sua ultima stagione, un fallimento contro l'Espanyol nella 13ª giornata gli ha portato una valanga di critiche immeritate, poiché era infortunato e infatti ha dovuto essere sostituito. È riapparso undici partite dopo per tagliare una striscia negativa di undici partite senza vittoria. Alla fine della stagione, le critiche e l'arrivo di un nuovo portiere lo hanno portato a chiedere la rescissione del contratto, annunciando il suo ritiro e mettendo una fine agrodolce alla sua carriera.

## Dopo il ritiro
Per qualche anno ebbe una attività di gioielleria a Madrid. Anni dopo, seguì le orme di suo padre e scrisse per il giornale "La Razón". Il 31 gennaio 2003 Ricardo Zamora è morto a Madrid vittima di un cancro che ha messo fine alla sua vita all'età di 69 anni.

## Palmarès
- Seconda divisione spagnola: 1

Maiorca: 1959-60
- Coppa delle fiere: 2

Valencia: 1961-62, 1962-63